# Procladius deltaensis
Procladius deltaensis är en tvåvingeart som beskrevs av Wrubleski och Roback 1987. Procladius deltaensis ingår i släktet Procladius och familjen fjädermyggor.
Artens utbredningsområde är Manitoba. Inga underarter finns listade i Catalogue of Life.